# Liniers (França)
Liniers és un municipi francès al departament de la Viena (regió de Nova Aquitània). L'any 2007 tenia 504 habitants. L'origen del nom de la vila és múltiple. Podria provenir del llatí linarium que indica una terra on es conrea el lli. El nom també podria derivar del cognom gal·loromà Linarius. finalment, podria derivar d'un altre cognom, d'origen germànic, Lewonhard. El lloc anomenat Les Tiffalières, a l'oest del poble, és el rastre de la instal·lació dels Taïfales com a foederati pels romans a finals de l'Antiguitat.

## Demografia

### Població
El 2007 la població de fet de Liniers era de 504 persones. Hi havia 204 famílies de les quals 44 eren unipersonals (20 homes vivint sols i 24 dones vivint soles), 72 parelles sense fills, 84 parelles amb fills i 4 famílies monoparentals amb fills.
La població ha evolucionat segons el següent gràfic:

### Habitatges
El 2007 hi havia 228 habitatges, 205 eren l'habitatge principal de la família, 5 eren segones residències i 18 estaven desocupats. Tots els 228 habitatges eren cases. Dels 205 habitatges principals, 165 estaven ocupats pels seus propietaris, 30 estaven llogats i ocupats pels llogaters i 10 estaven cedits a títol gratuït; 1 tenia una cambra, 9 en tenien dues, 15 en tenien tres, 63 en tenien quatre i 117 en tenien cinc o més. 165 habitatges disposaven pel capbaix d'una plaça de pàrquing. A 64 habitatges hi havia un automòbil i a 132 n'hi havia dos o més.

### Piràmide de població
La piràmide de població per edats i sexe el 2009 era:
| Homes | Edats   | Dones |
| ----- | ------- | ----- |
| 0     | 95 o +  | 0     |
| 0     | 90 a 94 | 0     |
| 16    | 85 a 89 | 8     |
| 4     | 80 a 84 | 0     |
| 4     | 75 a 79 | 8     |
| 8     | 70 a 74 | 4     |
| 12    | 65 a 69 | 12    |
| 8     | 60 a 64 | 12    |
| 0     | 55 a 59 | 4     |
| 28    | 50 a 54 | 12    |
| 32    | 45 a 49 | 28    |
| 16    | 40 a 44 | 28    |
| 4     | 35 a 39 | 16    |
| 20    | 30 a 34 | 16    |
| 12    | 25 a 29 | 20    |
| 12    | 20 a 24 | 28    |
| 16    | 15 a 19 | 24    |
| 4     | 10 a 14 | 8     |
| 24    | 5 a 9   | 20    |
| 12    | 0 a 4   | 8     |

## Economia
El 2007 la població en edat de treballar era de 344 persones, 292 eren actives i 52 eren inactives. De les 292 persones actives 279 estaven ocupades (138 homes i 141 dones) i 13 estaven aturades (8 homes i 5 dones). De les 52 persones inactives 12 estaven jubilades, 25 estaven estudiant i 15 estaven classificades com a «altres inactius».

### Ingressos
El 2009 a Liniers hi havia 199 unitats fiscals que integraven 506 persones, la mediana anual d'ingressos fiscals per persona era de 19.714 €.

### Activitats econòmiques
Dels 16 establiments que hi havia el 2007, 1 era d'una empresa de fabricació d'altres productes industrials, 7 d'empreses de construcció, 2 d'empreses de comerç i reparació d'automòbils, 1 d'una empresa financera, 2 d'empreses de serveis, 2 d'entitats de l'administració pública i 1 d'una empresa classificada com a «altres activitats de serveis».
Dels 7 establiments de servei als particulars que hi havia el 2009, 2 eren paletes, 1 guixaire pintor, 1 fusteria, 2 lampisteries i 1 electricista.
L'any 2000 a Liniers hi havia 11 explotacions agrícoles que ocupaven un total de 462 hectàrees.

## Equipaments sanitaris i escolars
El 2009 hi havia una escola maternal integrada dins d'un grup escolar amb les comunes properes formant una escola dispersa.

## Poblacions properes
El següent diagrama mostra les poblacions més properes.